# Rugby School

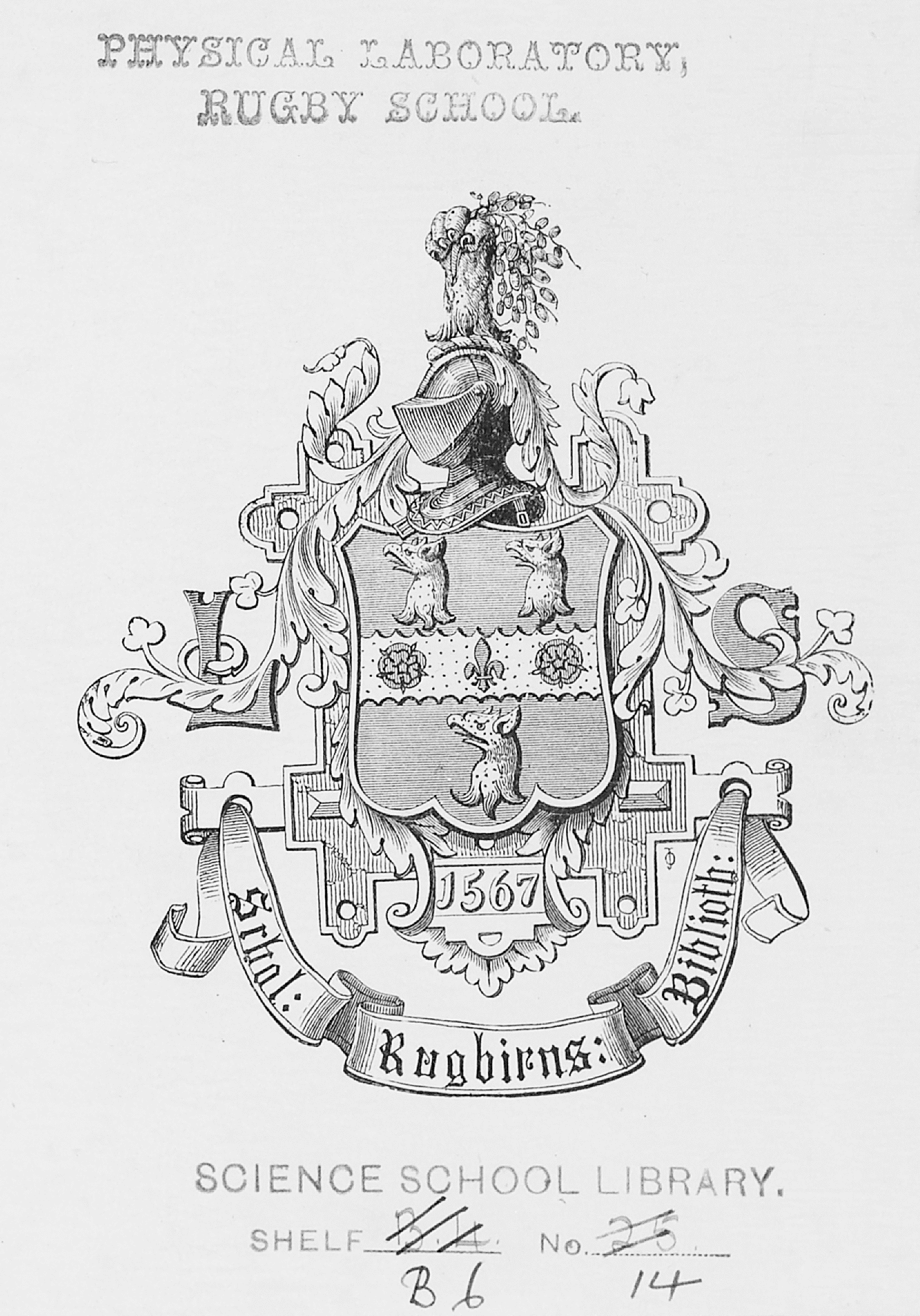
Ex libris from Rugby School. From BEIC.

Rugby School, situado en la ciudad de Rugby, en el condado de Warwick, es una de las instituciones educativas privadas más antiguas de Inglaterra y uno de los internados mixtos más grandes del Reino Unido.
El Rugby School fue fundado en 1567 gracias a una disposición en el testamento de Lawrence Sheriff, quien se había enriquecido como intendente de la reina Isabel I de Inglaterra suministrando productos ultramarinos. Es uno de los nueve "grandes" colegios de élite de Inglaterra (en inglés: Public schools) como los define la Ley de 1868 (en inglés: Public Schools Act).
Según la voluntad de su fundador original, la enseñanza dispensada en el Colegio era gratuita y fundada esencialmente en el estudio de las Humanidades. Progresivamente, por necesidad de autofinanciarse, el establecimiento se volvió privado, costoso y selectivo. Su destino fue marcado por la dirección del brillante poeta y ensayista Thomas Arnold (1828-1842), quien dejó un recuerdo tal que su personaje aparece en numerosas novelas y relatos británicos, particularmente en Tom Brown’s Schooldays. Se dice que William Webb Ellis, a la sazón un alumno de esta institución, inventó en 1823 el deporte llamado rugby, que después perfeccionó.
Por criterio arquitectónico, su construcción se divide en dos periodos mayores:
El cuerpo principal de edificaciones, en forma de cuadrilátero y por esta razón llamado "Old Quad", está fechado alrededor de 1815 y exhibe una arquitectura de estilo Jorge III.
La capilla policromada y el "New Quad" se han erigido en 1875 en un estilo neogótico puro.
Han sido célebres miembros de Rugby Thomas Arnold (1795-1842), doctor en historia, director entre 1828 y 1841 y uno de los maestros más influyentes en la nueva pedagogía británica decimonónica; como vanguardista y reformador, dio un lugar primordial al deporte en la formación cristiana (el "cristianismo musculado"). Habiendo transformado considerablemente el establecimiento, se encuentra indirectamente ligado al origen del rugby-fútbol y redactó una Historia de Roma en tres volúmenes y abundantes trabajos históricos sobre el cristianismo. Fue, además, padre del escritor Matthew Arnold, y ancestro de Julian y Aldous Huxley.
El citado William Webb Ellis, alumno en la década de 1820, es el protagonista de la leyenda de la creación del deporte del rugby. La leyenda afirma que un día, a mitad de un partido de fútbol clásico, siendo un joven jugador, furioso por ver perder a su equipo, tomó el balón con las manos y atravesó el terreno de juego hasta las líneas opuestas. Una placa en el terreno de juego conmemora este evento. Después, en la década de 1840, los antiguos alumnos se reunieron para establecer reglas fijas por escrito de lo que se habría de llamar rugby.
Entre los antiguos alumnos cabe citar a Matthew Arnold, H. O. Arnold-Forster, William Bateson, Rupert Brooke, Lewis Carroll, Julian Huxley, Austen Chamberlain, Neville Chamberlain, Wyndham Lewis, Arthur Ernest Percival, Salman Rushdie y Arthur Waley.